# Michael Qureshi
Michael Nadeem Muderspach Qureshi (født 4. maj 1976 i Køge) er dansk sportsjournalist, der opnåede opmærksomhed, da det viste sig, at han benyttede sig af opdigtede kilder.

## Baggrund og karriere
Michael Qureshi læste spansk og journalistik. Fra 1999-2001 skrev han sportsjournalistik for Viasat Sport, hvorefter han blev korrespondent for B.T. Sporten i London (2001-2003). Han skrev for M! (2003-2005) og var 2005-2006 korrespondent for B.T. Sporten i Madrid med fokus på Thomas Gravesen og Real Madrid. Han var 2006-2009 journalist på B.T. Sporten og 2009-2014 souschef på sporten.dk, B.T.
I 2015 skrev Qureshi en biografi om fodboldspilleren Martin Ødegaard for det norske forlag Publicom, der efter udgivelsen gik direkte ind på 2. pladsen over mest solgt generel litteratur i Norge.
I 2015 fik Qureshi ansættelse som journalist på Ekstra Bladets nye netside EB Sport, men blev fyret fra sin stilling i december samme år for at have anvendt opdigtede kilder.
I maj 2016 fik Qureshi job som redaktør og direktør på mediet MigogAalborg, som han stiftede i samarbejde med AaB-spilleren Thomas Enevoldsen og netsiden Gastromand. Mediet udgiver nyheder i og omkring Aalborg og er en del af virksomheden Minbymedia.